# John George Vlazny

Erzbischofswappen von John George Vlazny

John George Vlazny (* 22. Februar 1937 in Chicago, Illinois; † 23. Mai 2025 in Beaverton, Oregon) war ein US-amerikanischer römisch-katholischer Geistlicher und Erzbischof von Portland in Oregon.

## Leben
John Vlazny absolvierte das Quigley Preparatory Seminary in Chicago und anschließend das St. Mary of the Lake Seminary in Mundelein, Illinois, bevor er am Päpstlichen Nordamerika-Kolleg und an der Päpstlichen Universität Gregoriana in Rom (Bachelor in Theologie), der University of Michigan (Master in Klassischer Altertumswissenschaft), der Loyola University (Master in Pädagogik) und der University of Portland studierte. Er empfing am 20. Dezember 1961 im Petersdom in Rom das Sakrament der Priesterweihe für das Erzbistum Chicago.
Von 1962 bis 1979 diente er als Priester in fünf Gemeinden im Erzbistum Chicago, von 1963 bis 1979 war er als Lehrer und Studiendekan an der Quigley Prep, als Präsident des Presbyteralen Senats der Erzdiözese, als Pfarrer der St. Aloysius-Gemeinde und schließlich als Rektor des Niles College Seminary tätig.
Papst Johannes Paul II. ernannte ihn am 18. Oktober 1983 zum Weihbischof in Chicago und Titularbischof von Stagnum. Die Bischofsweihe spendete ihm der Erzbischof von Chicago, Joseph Louis Kardinal Bernardin, am 13. Dezember desselben Jahres; Mitkonsekratoren waren die Weihbischöfe in Chicago Nevin William Hayes OCarm und Alfred Leo Abramowicz. Als Weihbischof diente er vor allem als Bischofsvikar für Nord-Illinois.
Am 19. Mai 1987 wurde er zum Bischof von Winona ernannt und am 29. Juli desselben Jahres in das Amt eingeführt. Am 28. Oktober 1997 wurde er zum Erzbischof von Portland in Oregon ernannt und am 19. Dezember desselben Jahres in das Amt eingeführt. 
Er war Vorsitzender oder Mitglied von Ausschüssen der Bischofskonferenz der Vereinigten Staaten für Glaubensbildung und sakramentale Praxis, Berufungen, Evangelisierung, Frauen, Migrations- und Flüchtlingsdienste, hispanische Angelegenheiten sowie Schlichtung und Schiedsgerichtsbarkeit. Er hat zahlreiche Beiträge als Autor veröffentlicht und war ein gefragter Redner, der für seine lyrischen wöchentlichen Essays in der Zeitung The Catholic Sentinel bekannt war. Er war der Verfasser des ersten Hirtenbriefs, der jemals von den Bischöfen Nordwestkanadas und der Vereinigten Staaten herausgegeben wurde.
Am 29. Januar 2013 nahm Papst Benedikt XVI. sein altersbedingtes Rücktrittsgesuch an. 
John Vlazny wurde 1999 mit der die Ehrendoktorwürde der Rechtswissenschaften der University of Portland ausgezeichnet. Zudem erhielt er die Christus Magister Medal der University of Portland. Weiter erhielt er die Ehrendoktorwürde der Saint Mary’s University of Minnesota in Winona (1998) und die Ehrendoktorwürde der Theologie des Mount Angel Seminary (2010).